# Nyassachromis leuciscus
Nyassachromis leuciscus är en fiskart som först beskrevs av Regan 1922.  Nyassachromis leuciscus ingår i släktet Nyassachromis och familjen Cichlidae. IUCN kategoriserar arten globalt som livskraftig. Inga underarter finns listade i Catalogue of Life.